# Zsuzsanna Szabó (futebolista)
Zsuzsanna Szabó (nascida em 3 de abril de 1991) é uma jogadora de futebol húngara, meio-campista, atualmente jogando na primeira divisão húngara para o time MTK Hungária, com quem ela também tem jogado a Liga dos Campeões.